# Galáxia espiral intermediária

NGC 253 é uma galáxia espiral intermediaria localizada na constelação do Escultor.

Uma galáxia espiral intermediária é uma galáxia com classificação entre uma galáxia espiral barrada e uma galáxia espiral não barrada. É representada pela sigla SAB na classificação de Hubble.
Um levantamento visual do Telescópio Espacial Hubble (HST)/WFPC2 de galáxias espirais de tipo inicial e intermediário revelou uma grande complexidade nas regiões internas desses sistemas.